# Ильин, Владимир Иванович
Владимир Иванович Ильин (род. 21 декабря 1950) — советский и российский социолог. Кандидат исторических наук (1980), доктор социологических наук (2000). В 1991—2001 гг. — главный редактор альманаха «Рубеж». Профессор кафедры социологии культуры и коммуникаций Санкт-Петербургского университета. Сотрудничает с Сыктывкарским государственным университетом, НИУ «Высшая школа экономики», Государственным академическим университетом гуманитарных наук (ГАУГН), Социологическим институтом РАН.
Область научных интересов: — социальное неравенство; потребление; социология и история повседневности; методология социального исследования (деятельностно-конструктивистский подход), визуальные методы полевого исследования.

## Образование
В 1968-72 гг. обучался на историко-филологическом факультете Кабардино-Балкарского государственного университета.
В 1975 году окончил исторический факультет Ленинградского государственного университета и поступил в аспирантуру.
В 1980 году защитил диссертацию на соискание учёной степени кандидата исторических наук по теме «Деятельность КПСС по вовлечению трудящихся в управление производством в 1966—1975 гг. : на материалах Коми АССР» (специальность 07.00.01 — История КПСС).
В 1990 году оканчивает Высшие социологические курсы Советской социологической ассоциации.
В 2000 году в Институте социологии РАН защитил в форме научного доклада диссертацию на соискание учёной степени доктора социологических наук по теме «Социальное неравенство : Деятельностно-конструктивистский подход» (специальность 22.00.04 — Социальная структура, социальные институты и процессы).
Профессор кафедры социологии культуры и коммуникаций Санкт-Петербургского государственного университета.

## Преподавательская деятельность
- «Социология»;
- «Культура потребления»;
- «Качественное исследование потребительского поведения»;
- «Социальное неравенство и социальная мобильность»;
- «Визуальные методы изучения повседневной культуры»;
- «Социология потребления».

## Награды
- Медаль ордена «За заслуги перед Отечеством» II степени (14 января 2014 года) — за достигнутые трудовые успехи и многолетнюю плодотворную работу[3]

## Научные труды

### Монографии и учебные пособия
- Ильин В. И. Социальная стратификация. — Сыктывкар, 1991. — 221 с.
- Ильин В. И. Государство и социальная стратификация. — Сыктывкар, 1996. — 349 с.
- Ильин В. И. Поведение потребителей. — Сыктывкар, 1998. — 180 с.
- Ильин В. И. Власть и уголь. Шахтерское движение Воркуты (1989—1998). — Сыктывкар, 1998. — 300 с.
- Ильин В. И. Поведение потребителей. Краткий курс. — СПб., 2000. — 200 с.
- Ильин В. И. Социальное неравенство. — М.: Институт социологии РАН, 2000. — 280 с.
- Ильин В. И. Российский базар: социальная организация и маркетинг. — Сыктывкар, 2001. — 160 с.
- Ильин В. И. Драматургия качественного полевого исследования. — СПб.: Интерсоцис, 2006.
- Шкаратан О. И., Ильин В. И. Социальная стратификация России и Восточной Европы. Сравнительный анализ. — М.: Издательский дом ГУ ВШЭ, 2006.
- Ильин В. И. Быт и бытие молодежи российского мегаполиса. Социальная структурация повседневности общества потребления. — СПб.: Интерсоцис, 2007. — 388 с. ISBN 978-5-943-48-044-7
- Ильин В. И. Потребление как дискурс. — СПб.: Интерсоцис, 2008. — 445 с.
- Горожане в деревне. Социологические исследования в российской глубинке: дезурбанизация и сельско-городские сообщества / Составление и научн. ред. В. И. Ильин и Н. Е. Покровский. М.: Университетская книга, 2016. ISBN 978-5-98699-226-6 — 404 с.
- Ильин В. И. Социология потребления. М.: Юрайт, 2019. — 2-е изд., испр. и доп. — М.: Издательство Юрайт, 2019. — 433 с.
- Двое в обществе: интимная пара в современном мире / В. И. Ильин [и др.]; под науч. ред. И. В. Ломакина. — М.: ВЦИОМ, 2020. — 640 с.
- Ильин В. Возникновение и становление общества потребления в Республике Корея. Гл. 11 // Модернизация Кореи: политика, экономика, общество, культура. Коллективная монография. М.: ВЦИОМ, 2022. — С. 216—233.

### Статьи
- Ilyin V. On the Buses: Management Dynamics in a Passanger Transport Enterprise // Clarke, Simon (ed). The Russian Enterprise in Transition: Case studies. Cheltenham: Edward Elgar, 1996, pp.333-391 (в соавторстве с M. Ilyina).
- Ilyin V. Social Contradictions and Conflicts in State Enterprise in the Transitional Period // Clarke, Simon (ed.). Conflict and Change in the Russian Industrial Enterprise. Cheltenham: Edward Elgar, 1996, pp.32-64.
- Ilyin V. Russian Trade Unions and the Management Apparatus in the Transition Period // Clarke, Simon (ed.). Conflict and Change in the Russian Industrial Enterprise. Cheltenham: Edward Elgar, 1996, pp.65-106.
- Ильин В. И. Феномен поля: от метафоры к научной категории // Рубеж. Вып. 18. 2003. — С. 29-49.
- Ильин В. И. Общество потребления: теоретическая модель и российская реальность // Мир России. — 2005. — Т. 14, № 2. С. 3-40.
- Ильин, В. И. (2017). Структура исторической колеи России: проблемы методологии. // Мир России, 26(4), 30-50. https://doi.org/10.17323/1811-038X-2017-26-4-30-50
- Ильин В. И. Истернизация русской повседневности: история и современность. // Мир России, — 2019. — 28(2), 25-41. https://doi.org/10.17323/1811-038X-2019-28-2-25-41
- Ильин В. И. Человек на старом Русском Севере: между свободой воли и структурным принуждением (исторический очерк в терминах экзистенциальной социологии). // Мир России, — 2020. — 29(3), 6-27. https://doi.org/10.17323/1811-038X-2020-29-3-6-27

- BIO
- Бороноев А. О., Миронов Д. В. Становление журнального дела в российской социологии: феномен альманаха «Рубеж» (1991—2001) (рус.) // Мир России. — 2021-04-18. — Т. 30, вып. 2. — С. 167—179. — ISSN 1811-0398. — doi:10.17323/1811-038X-2021-30-2-167-179
- Ильин В. И. Социологическая одиссея в Сыктывкаре: очень субъективные заметки (рус.) // Мир России. — 2005. — Т. 14, вып. 4. — С. 192—205. — ISSN 1811-0398
- Ильин В. И. Жизнь как участвующее наблюдение: исповедь социолога // Журнал социологии и социальной антропологии. — 2010. — Т. XIII, № 4. — С. 5-24.
- Ильин В. И. Социология как образ жизни — это оборотная сторона социологии как профессии / Интервью подготовил Б. З. Докторов // Социологический журнал. — 2010. — С. 3-40. № 2. — С. 134—160.